# Schloss Harnekop

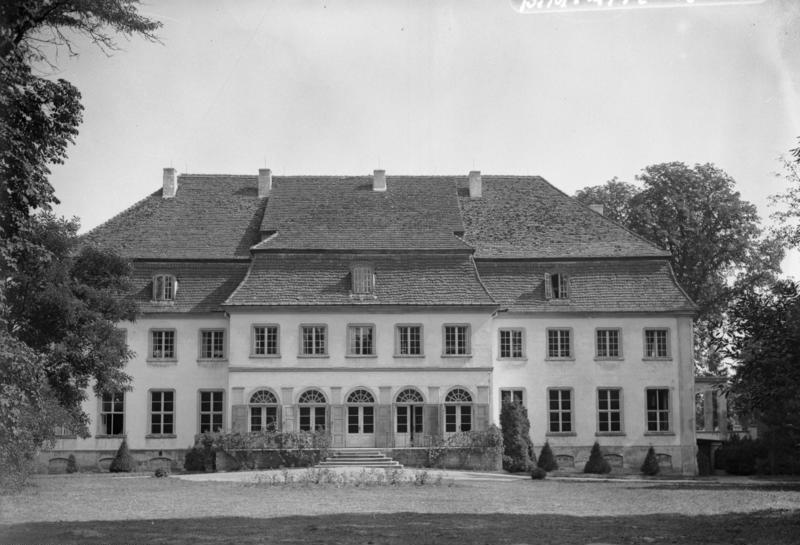
Schloss Harnekop im August 1932.

Schloss Harnekop, auch Schloss Monchoix (französisch mon choix ‚meine Wahl‘), war ein Herrenhaus in Harnekop, heute ein Ortsteil der Gemeinde Prötzel im Landkreis Märkisch-Oderland in Brandenburg. Das Gebäude wurde im Frühjahr 1945, kurz vor Ende des Zweiten Weltkriegs, von der Wehrmacht gesprengt und die Ruinen um 1970 beseitigt.

## Geschichte

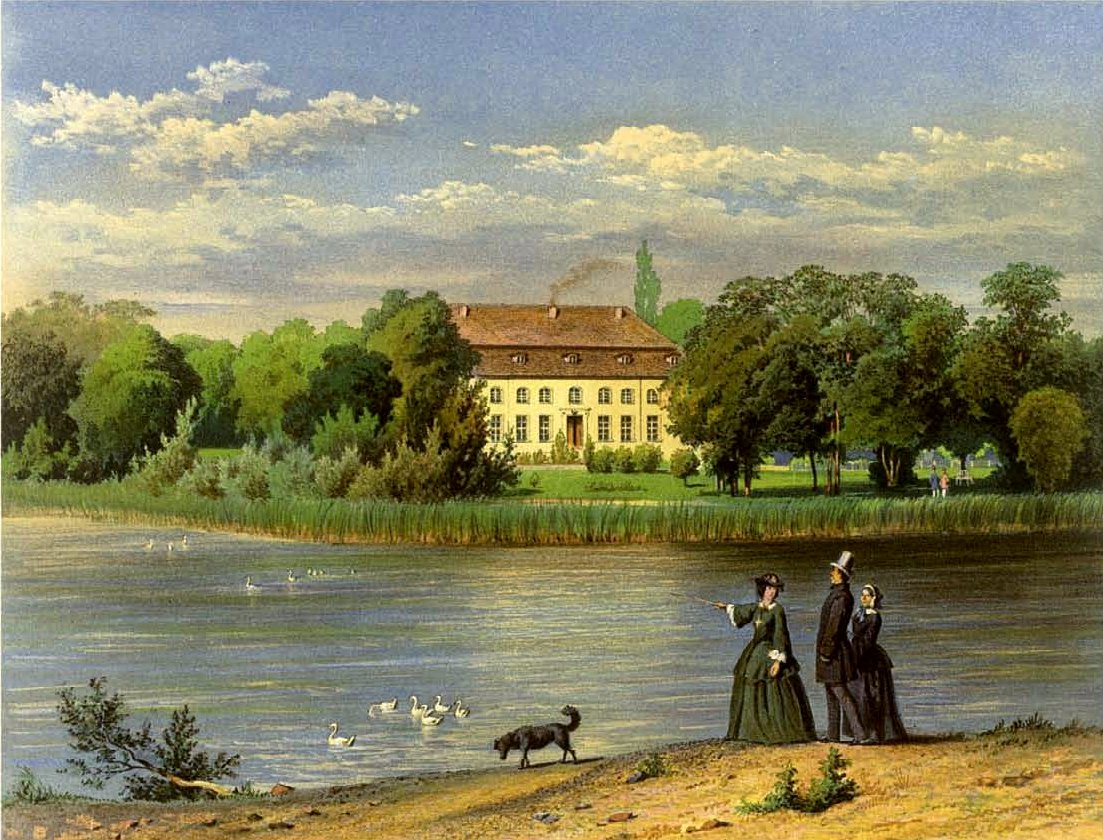
Schloss Monchoix in der Mitte des 19. Jahrhunderts, Sammlung Duncker

Im Jahr 1711 gelangte der preußische Staatsminister Paul Anton von Kameke in den Besitz des Dorfes Harnekop, der 1705 das benachbarte Gut Prötzel von König Friedrich I. erhalten hatte. Zwischen 1712 und 1717 ließ er dort das Schloss Prötzel erbauen. Die Enkelin des Paul Anton von Kameke, Gräfin Friederike von Kameke († 1788), erhielt Gut Harnekop als Mitgift. Sie heiratete den russischen Gesandten Reichsgraf Peter Friedrich Christian Golowkin († 1787), einen Sohn des Gabriel Iwanowitsch Golowkin und Bruder ihrer Mutter, der im Jahr 1766 die Erlaubnis erhielt, sich in Preußen niederzulassen und Grundbesitz zu erwerben. Er erteilte im Jahr 1772 den Auftrag, ein Herrenhaus am See mit dem wohlklingenden Namen „Monchoix“ errichten zu lassen. Graf Podewils zu Gusow soll als Baumeister fungiert haben. Ebenso wurde eine reizvolle Parklandschaft geschaffen und der See durch einen Damm geteilt. Die Glocke der Dorfkirche mit der Inschrift: „SOLI DEO GLORIA. GRAFF VON GOLAFKIN 1776. GOSS MICH JOHANN CHRISTIAN FRIDERICH MEYER“ hat die Zeiten überstanden und erinnert noch heute an den ersten Schlossherrn. 1787 starb Graf Golowkin, und der Besitz kam wieder zurück an die Familie von Kameke.
1801 wurde das Schloss an den Mündener Großhandelskaufmann Ernst Jacob Freiherr von Eckardstein verkauft, der u. a. durch Aufträge zur Verpflegung der englischen Armee und die Herstellung von Spiegelglas zu beträchtlichem Reichtum gekommen war. Sein Vermögen von mehreren Millionen Talern, ermöglichte ihm den Ankauf bedeutender Ländereien. 1801 investierte er insgesamt 810.000 Reichstaler in verschiedene Güter auf dem Barnim nordöstlich von Berlin. So kaufte er unter anderem von der Adelsfamilie Kameke einige Tausend Hektar Land mit Prötzel und dem Schloss Prötzel, Prädikow, Grunow und Reichenow. 1801 wird auch ein Lusthaus bei und zu Gut Harnekop gehörig erwähnt, über dessen weiteren Verbleib nichts überliefert ist. Das Gut Harnekop verblieb nicht lange in seinem Besitz, bereits neun Jahre später wurde es wieder verkauft. Die neuen Herren verpachteten das Gut.

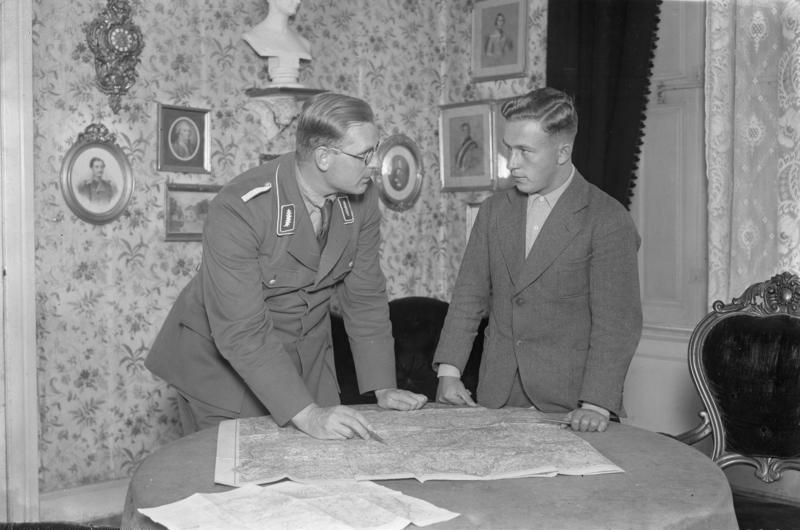
Schulführer Merker und Koeppen im Schloss Harnekop im August 1932.

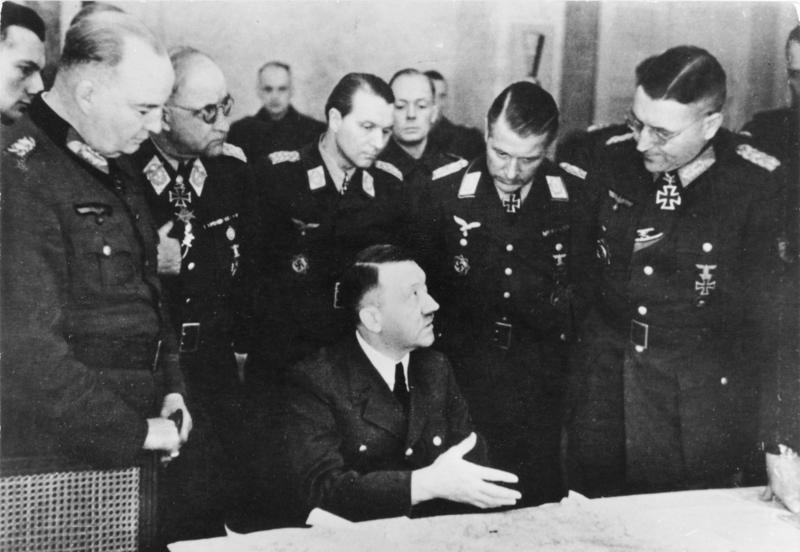
Lagebesprechung im Schloss Harnekop im März 1945

Im Jahr 1837 erwarb Graf August Alexis Eduard von Haeseler (1801–1889) Harnekop für 64.000 Reichstaler. Der Besitz umfasste nach dem 1879 erstmals veröffentlichten Generaladressbuch der Rittergutsbesitzer in Preußen 988 ha Land. Von ihm erbte sein Sohn Gottlieb Graf von Haeseler das Herrenhaus. Der Generalfeldmarschall stiftete 1907 die Orgel für die Dorfkirche und starb auf seinem Schloss Monchoix im Jahr 1919. In der Gruft vor dem Altar der Harnekoper Dorfkirche wurde Graf Haeseler zwischen seinen Eltern beigesetzt. Über der Gruft wurde eine Gedenktafel aufgestellt, die nach 1945 beseitigt wurde. Der Generalfeldmarschall blieb unverheiratet und kinderlos. Auch sein in die USA ausgewanderter Bruder, der Rittmeister d. R. Bruder Georg Graf von Haeseler, hinterließ keine Nachfahren. So fiel Gut Harnekop an die Familie von Schoenermarck, aus der seine Mutter stammte. Diese Familie wurde 1786 in den Adelsstand erhoben. Betrieben wurde die Gutsherrschaft durch den Nachfahre Georg von Schoenermark, die Verwaltung hatte ein Major von Kaphengst inne. Neun Jahre später, im Jahr 1928, kam das Gut an die Ritterschaftsverwaltung, bei der es bis zur Bodenreform in Treuhand verblieb. Nach den amtlichen Angaben des letztmals 1929 publizierten Brandenburgischen Güteradressbuches, also kurz vor der großen Wirtschaftskrise, fungierte Hans-Ludwig von Lossow als Verwalter. Lossow war bis 1935 mit Henny von Schoenermarck (1886–1968) verheiratet, die gemeinsamen Kinder waren als Gutserben bestimmt. 1942 war schon der Sohn Leutnant Hans-Holm (1921–1943) als Besitzer der 866 ha Land zu Schloss Harnekop in der genealogischen Fachliteratur eingetragen. Ihm folgte der zweite Sohn Axel (1924–1944). Der über Jahrhunderte eigenständige Gutsbezirk Harnekop wurde 1928 mit der Gemeinde Harnekop vereinigt.
Seit Juli 1932 wurde das Schloss als Führerschule der SA genutzt, in der auch Achim von Arnim mitwirkte. Im Frühjahr 1945 beherbergte Schloss Harnekop den Stab der deutschen Oderfront. Hier hielt sich Hitler im März für wenige Stunden auf, um eine Lagebesprechung und seine letzte Frontinspektion durchzuführen. Im April 1945, nur wenige Tage vor Kriegsende, versank das herrschaftliche Gebäude in Schutt und Asche, als die Wehrmacht es bei ihrem Abzug sprengte. Die Reste des Schlosses nutzten die Einwohner als Baumaterial zum Wiederaufbau ihrer Häuser und Ställe. Die letzten Reste der Ruine wurden um 1970 beseitigt.

## Architektur
Schloss Monchoix wurde gebaut als zweistöckiges großes Herrenhaus mit Mansarden und dreizehn Fenstern auf jeder Etage der Hauptfronten; der Mittelrisalit zur Gartenseite mit Terrasse und Freitreppe. Das äußere Erscheinungsbild blieb von der Erbauung bis zur Vernichtung unverändert. Die Ausstattung im Inneren scheint, zumindest bis 1932, teilweise oder komplett noch aus der Bauzeit vorhanden gewesen zu sein.